# Ximena Sanxes
Ximena Sanxes   (1018 - 1062 (Gregorià)) va ser reina consort de Lleó entre 1034/35 i 1037.
No es tenen gaires dades sobre Ximena. Va néixer vers 1018 o 1020, va ser la menor de les dues filles del rei Sanç III de Pamplona, i de Múnia de Castella. Aquesta filiació és recent, des del segle XIII els cronistes l'havien considerat filla del comte Sanç de Castella, fins i tot confonent el seu nom per Teresa, basant-se en la làpida del seu sepulcre. Salazar va descartar això basant-se en dos documents de 21 i 23 de desembre de 1062, on consta tota la família reial en una donació a la catedral de Lleó i on s'esmenta Ximena com a germana de Ferran I de Lleó. La seva onomàstica també tindria sentit, atès que la seva àvia també es deia Ximena.
Es va casar amb Beremund III de Lleó en una data indeterminada entre el 23 de gener de 1034 i el 17 de febrer de 1035, data en què se'ls documenta de manera conjunta per primera vegada, en una donació de diversos territoris a la diòcesi de Palència. El seu matrimoni hauria servit per recolzar el rei lleonès i posar fi a la crisi que s'havia produït a la mort del seu pare, Alfons V, a més Beremund III quan es va casar devia tenir uns divuit anys i encara rebia l'ajuda de la seva madrastra Urraca, i la mare d'aquesta, Ximena, en els assumptes de govern. El 1036 i 1037, la reina torna a aparèixer en documents amb el rei; el darrer any el va acompanyar a Galícia per atorgar al monestir de Celanova la jurisdicció sobre els homes que vivien i haguessin de viure en territori del cenobi. Poc després la reina va enviudar arran de la mort de Beremund III a la batalla de Tamarón.
Malgrat que les cròniques diuen que el matrimoni va tenir un fill anomenat Alfons, no està constatat documentalment. A més, després de la mort del rei, el 1037, la reina vídua no torna a aparèixer en la documentació fins al 21 i 23 de desembre 1062, en els documents esmentats anteriorment, acompanyant la resta de la família reial. Salazar esmenta que als documents és qualificada de devota, a banda de constantar que va ser tinenta del monestir de Veiga.